# Drew Seeley
Andrew Michael Edgar "Drew" Seeley (sinh ngày 30 tháng 4 năm 1982) là một diễn viên, ca sĩ, diễn viên múa và nhạc sĩ người Canada. Anh từng tham gia thu âm nhiều ca khúc cho Công ty Walt Disney. Hồi nhỏ anh đã học múa ở Whitby, Ontario cho đến năm khoảng 10 tuổi, sau đó chuyển đến Florida.

## Sự nghiệp
Drew Seeley từng có mặt trên rất nhiều phim và chương trình truyền hình, và nổi tiếng khi tin giọng của anh được hòa với giọng Zac Efron cho nhân vật Troy Bolton trong High School Musical bị lộ ra. Anh đã hát "Get'cha Head in the Game", một bài hát anh đồng tác giả với Ray và Greg Cham trong High School Musical. Anh cũng đã hát trong High School Musical: The Concert, trong khi Efron đang bận quay Hairspray.
Gần đây Drew có vai chính cùng Selena Gomez trong Another Cinderella Story, đóng vai ngôi sao nhạc pop Joey Parker. Phim đã được trình chiếu ở Vancouver, Canada trong 6 tuần.
Anh đang hiện tại đóng vai Hoàng tử Eric trong The Little Mermaid (nhạc kịch) theo hợp đồng từ 9 tháng 6 năm 2009 đến 30 tháng 8 năm 2009.
Seeley xuất hiện trong video của "Ni Freud Ni Tu Mama" của nữ ca sĩ người Mexico gốc Tây Ban Nha Belinda.

## Các phim đã tham gia
| Năm       | Phim                                | Vai                   | Ghi chú khác                                       |
| --------- | ----------------------------------- | --------------------- | -------------------------------------------------- |
| 1999      | Camp Tanglefoot: It All Adds Up     | Tommy                 |                                                    |
| 2004      | Stuck in the Suburbs                | David                 | phim truyền hình                                   |
| 2005      | Locusts: The 8th Plague             | Willy                 | Phim truyền hình                                   |
| 2005      | Campus Confidential                 | Logan                 | Phim truyền hình                                   |
| 2006      | Complete Guide to Guys              | Agen Leopold          |                                                    |
| 2006      | Christopher Brennan Saves the World | Tom Hartwell          |                                                    |
| 2007      | Claire                              | Bobby                 | Phim truyền hình                                   |
| 2008      | Another Cinderella Story            | Joey Parker           |                                                    |
| 2009      | The Shortcut                        | Derek                 |                                                    |
| Năm       | Các chương trình truyền hình        | Vai                   | Tập/Phần                                           |
| 2000      | Guiding Light                       | Andrew                | Tập #1.13547 Tập #1.13548 Tập #1.13549             |
| 2002      | Dawson's Creek                      | Chàng trai            | "The Importance of Not Being Too Earnest"          |
| 2003-2004 | One Tree Hill                       | Johnny 'Vegas' Norris | "Crash Into You" "You Gotta Go There to Come Back" |
| 2008      | The Suite Life of Zack and Cody     | David/Jeffery         | "Romancing the Phone"                              |
| 2010      | Feshman father                      | John Patton           |                                                    |

## Sân khấu
| Năm  | Tiêu đề                        | Vai           | Địa điểm              | Chú thích                         |
| ---- | ------------------------------ | ------------- | --------------------- | --------------------------------- |
| 2009 | The Little Mermaid (nhạc kịch) | Hoàng tử Eric | Nhà hát Lunt-Fontanne | Tạm thời thay thế cho Sean Palmer |